# Prvenstvo Hrvatske u boćanju 1995.
Prventvo Hrvatske u boćanju za 1995. godinu je četvrti put zaredom osvojio Zrinjevac iz Zagreba.

## Prva liga
| mj. | klub                   | bod     |
| --- | ---------------------- | ------- |
| 1.  | Zrinjevac (Zagreb)     | 39      |
| 2.  | Rikard Benčić (Rijeka) | 34      |
| 3.  | PPK Puris (Pazin)      | 24      |
| 4.  | Istra (Poreč)          | 19      |
| 5.  | Građenje (Split)       | 18 (-1) |
| 6.  | Nada (Split)           | 13      |
| 7.  | Metković (Metković)    | 15      |
| 8.  | Gorčina SC (Omiš)      | 1 (-3)  |

## Druga liga

### Jug
1. Brgat (Mlini)
2. Hoteli Makarska (Makarska)
3. ZAP (Split)
4. Amfora Zlatni Otok (Hvar)
5. Hidroelektrana (Mlini)
6. Cavtat (Cavtat)
7. Primošten (Primošten) 1
8. Rijeka (Rijeka dubrovačka) 1

 1 odustali od natjecanja tijekom sezone 

### Sjever
1. Lučki Radnik (Rijeka)
2. Labin - Pewa (Labin)
3. Drenova (Rijeka)
4. Pula (Pula)
5. Dubrava - Croatia Records (Zagreb)
6. Mario Gennari (Umag)
7. Novi Zagreb - Strojopromet (Zagreb)
8. Zagreb - Baz (Zagreb)

## Treća liga

### Sjever
1. Siget - Osvit (Zagreb)
2. Višnjevac Višnjevac
3. Špansko (Zagreb)
4. HEP (Zagreb)
5. Dubec (Zagreb)
6. Mladost (Vinkovci)
7. Industrogradnja (Zagreb)
8. Prečko (Zagreb)

### Zapad
1. Umag (Umag)
2. Kamen (Pazin)
3. Lošinj 90 (Lošinj)
4. Punat (Krk)
5. Trsat (Rijeka)
6. Štrped (Šibenik - Zablaće)
7. Turnić (Rijeka)
8. Olimpija (Pula) 1

 1 odustali od natjecanja tijekom sezone 

### Srednja Dalmacija
1. Solaris (Šibenik)
2. Pag (Povljana)
3. Slobodna Plovidba (Šibenik)
4. Poštar (Split)
5. Komiža (Komiža)
6. Zdravstvo (Split)
7. Omial - Orkan (Dugi Rat)
8. Gradina (Cista Velika)

### Jug
1. Zrinski (Mostar)
2. Zaton (Zaton Veliki)
3. Opuzen (Opuzen)
4. Komolac (Dubrovnik)
5. Metkovka (Metković)
6. Krešimir (Metković)
7. Postranje
8. Toplo (Dubrovnik)